# 楊琁
杨琁（?—?），字机平，会稽郡乌伤县（今浙江省义乌市）人，东汉官吏。新阳乡侯杨茂的玄孙，交趾刺史杨扶的儿子，尚书杨乔的弟弟。
杨琁出身官宦世家。初举孝廉，汉灵帝时，杨琁出任零陵郡太守，当时苍梧郡、桂阳郡的“盗贼”纠合在一起发生叛乱，叛军攻打郡县，杀人越货。进入零陵时，盗贼势力更加强盛，而当时零陵兵力单薄，引起官吏和老百姓的忧虑恐惧。杨琁就专门制造了数十辆马车，用口袋装满石灰排放在车上，又在马尾上系上许多布条。又备兵车专置弓弩。向起叛军进攻时，先顺风撒石灰，使叛军战士不能视，继而点燃马尾。马惊冲入敌阵，车後弓弩齐发，叛军大溃。
杨琁智谋平定境内叛兵，但被荆州刺史赵凯诬陷。他以血衣诉冤，平反后，官至勃海郡太守。後尚書令張溫推舉為尚书仆射。因病退休，在家中去世。

## 延伸阅读
[在维基数据编辑]
 《後漢書·卷38》，出自范晔《後漢書》